# Lạc cầm
Lạc cầm là tên một nhạc cụ hiện đại, do nhạc sĩ Mác Tuyên sáng tạo ra, dựa theo hình tượng con chim Lạc trên hoa văn trống đồng Ngọc Lũ, được mô phỏng và cách điệu để tạo dáng cho Lạc cầm. Đây là loại nhạc cụ đa năng, đa âm sắc đáp ứng được phong cách âm nhạc dân gian truyền thống.
Sau nhiều cải tiến, phiên bản cuối cùng là Lạc cầm 16 có 49, dây thể hiện được âm thanh của 4 loại nhạc cụ: Đàn bầu, Đàn tranh, Guitar và Dương cầm. Một lúc 3 nghệ sĩ có thể sử dụng, biểu diễn với cây đàn

## Hình thành
Lạc cầm bắt đầu được tạo ra phiên bản đầu tiên năm 1960, Lạc cầm 2 ra đời năm 1970, Lạc cầm 12 (1986), Lạc cầm 13 (1987), Lạc cầm 15 (1995) và Lạc cầm 16 vào năm 2004. Từ năm 1986, Lạc cầm 12 được giới thiệu ở Hà Nội, với sự biểu diễn của nghệ sĩ Hoàng Anh Tú. Năm 1987, nghệ sĩ Khắc Chí là người biểu diễn thành công nhất với Lạc cầm 12. Lạc cầm 13 ra đời được biểu diễn bởi các nghệ sĩ ưu tú Thanh Tâm, Đức Thành, Ngọc Bích, và được Hội đồng cải tiến nhạc khí dân tộc toàn quốc xếp giải A. Với Lạc cầm 15, nhạc sĩ Mác Tuyên được Chủ tịch nước tặng Huân chương Lao động hạng ba năm 1996.
Năm 1995, Lạc cầm 15 xuất hiện trên kênh sóng của Đài Truyền hình Việt Nam với sự biểu diễn của nhạc sĩ Hoàng Anh Tú.
Tháng 11 năm 2004, tại Hà Nội, Trung tâm Nghiên cứu - bảo tồn và phát huy văn hóa dân tộc Việt Nam tổ chức lễ công bố Lạc cầm 16. Theo tổng Bí thư Nông Đức Mạnh cho rằng Lạc cầm là công trình quý giá cho đất nước và dân tộc.
Các bản Lạc cầm 12, 13, 15 vừa được nhạc sỹ Mác Tuyên trao tặng Bảo tàng Cách mạng Việt Nam.

## Lạc cầm 16
Lạc cầm 16 là cây đàn 49 dây, trong đó có 12 dây âm sắc đàn tranh, 6 dây âm sắc đàn phím lõm, 1 dây âm sắc đàn bầu. Người chơi đàn có thể sử dụng cây đàn này để độc tấu, song tấu, tam tấu và phát huy những thủ pháp nghệ thuật ứng tấu, ứng tác.
Đây là phiên bản cuối cùng của Lạc cầm, được giới thiệu lần đầu năm 2094 và hoàn thiện vào năm 2007. Cây đàn có bộ phím đàn gõ như đàn dương cầm, nghệ sĩ biểu diễn dễ dàng vừa nhấn cần rung của độc huyền vừa bấm phím đàn gõ, chân đạp pê-đan. Ngay dưới đàn gõ là đàn tranh được chế riêng cho Lạc cầm, bên phải là ghi-ta phím lõm dịch chuyển theo vị trí thích hợp.

## Trong văn hóa
- Lạc cầm là cảm hứng cho nhạc sĩ Lương Bằng Quang sáng tác ra Gió Lạc cầm, ca khúc được phát hành trong Album vol.30 của ca sĩ Đan Trường.
- Năm 1994, Lạc cầm 15 xuất hiện như một điểm nhấn cuối bộ phim điện ảnh có tựa đề Lạc cầm.[8]